# Hormonska zdravila za sistemsko zdravljenje - razen spolnih hormonov
Hormonska zdravila za sistemsko zdravljenje - razen spolnih hormonov - ATC koda  H je poglavje v Anatomsko-terapevtskem-kemičnem klasifikacijskem sistemu. To je sistem alfanumeričnih kod, ki jih je razvila organizacija WHO z namenom klasifikacije zdravil in drugih medicinskih produktov.

Kode za veterinarsko uporabo (ATCvet kode) nastanejo z umestitvijo črke Q pred ATC kodo človeka: na primer, QH. 
Nacionalne zadeve ATC klasifikacije lahko vključujejo dodatne kode, ki niso prisotne v tem seznamu.